# Camps de prisonniers de la guerre de Sécession

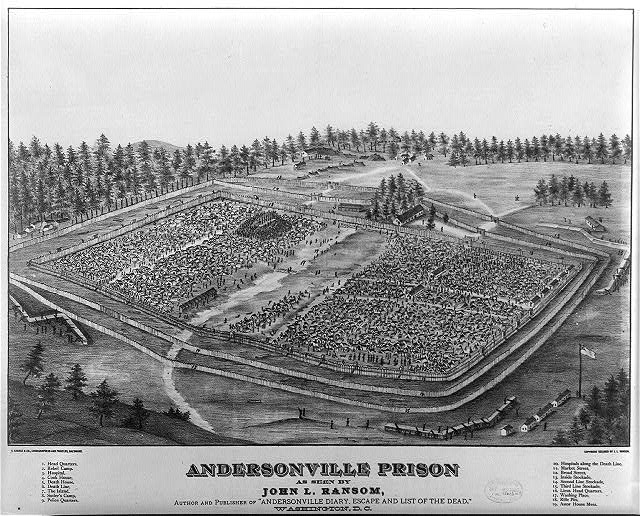
Camp de prisonniers d'Andersonville (Confédération).

Les camps de prisonniers de la guerre de Sécession étaient utilisés à la fois par l'Union et la Confédération pour gérer les 409 000 soldats capturés pendant la guerre de 1861 à 1865. Le Record and Pension Office comptait en 1901 211 000 soldats de l'Union capturés. En 1861-1863, la plupart furent immédiatement mis en liberté conditionnelle ; après l'effondrement du système d'échange de libérations conditionnelles en 1863, environ 195 000 personnes sont allées dans des camps de prisonniers. Certains tentèrent de s'échapper mais beaucoup échouèrent. En revanche, 464 000 confédérés furent capturés (beaucoup dans les derniers jours de la guerre) et 215 000 emprisonnés. Plus de 30 000 prisonniers de l'Union et près de 26 000 prisonniers confédérés sont morts en captivité. Un peu plus de 12 % des captifs dans les prisons de l'Union sont morts, contre 15,5 % pour les prisons confédérées.

## Libérations conditionnelles
Manquant de moyens pour gérer un grand nombre de troupes capturées au début de la guerre de Sécession, les gouvernements de l'Union et confédérés s'appuyaient tous deux sur le système européen traditionnel de libération conditionnelle et d'échange de prisonniers. Un prisonnier en liberté conditionnelle a promis de ne plus se battre jusqu'à ce que son nom soit « échangé » contre un homme similaire de l'autre côté. Ensuite, les deux pourraient rejoindre leurs unités. En attendant l'échange, les prisonniers sont brièvement confinés dans des camps. Le système d'échange s'est effondré au milieu de 1863 lorsque la Confédération a refusé de traiter les prisonniers noirs capturés comme égaux aux prisonniers blancs. Les populations carcérales des deux côtés ont alors grimpé en flèche. Il y avait 32 grandes prisons confédérées, 16 d'entre elles se trouvaient dans les États du sud profond de Géorgie, Alabama et Caroline du Sud. Les camps d'entraînement étaient souvent transformés en prisons, et de nouvelles prisons devaient également être construites. Le Nord avait une population beaucoup plus importante que le Sud, et le général Ulysses S. Grant était bien conscient que garder ces soldats dans les prisons du Nord nuisait à l'économie et à l'effort de guerre du Sud.

### Échanges de prisonniers
Au début de la guerre, le gouvernement fédéral évita toute action, y compris les échanges de prisonniers, qui pourrait être vue comme une reconnaissance officielle du gouvernement confédéré à Richmond. L'opinion publique força le gouvernement à revoir sa politique après la première bataille de Bull Run, lorsque les confédérés capturèrent plus d'un millier de soldats de l'Union.
Les forces de l'Union et confédérées échangèrent des prisonniers sporadiquement, souvent comme un acte d'humanité entre commandants des deux camps. Le soutien aux échanges de prisonniers augmentait tout au long des premiers mois de la guerre, alors que l'Union voyait un nombre croissant de ses soldats être capturés. Les pétitions des prisonniers au Sud et les éditoriaux des journaux du Nord firent pression sur l'administration Lincoln. Le 11 décembre 1861, le Congrès américain adopte une résolution commune appelant le président Lincoln à « inaugurer des mesures systématiques pour l'échange de prisonniers dans la rébellion actuelle ». Lors de deux réunions le 23 février et le 1er mars 1862, le major général de l'Union John E. Wool et le général de brigade confédéré Howell Cobb se réunirent pour parvenir à un accord sur les échanges de prisonniers. Ils discutèrent de plusieurs des dispositions adoptées plus tard dans l'accord Dix-Hill. Cependant, des divergences sur lequel des deux camps couvrirait les dépenses de transport des prisonniers ont entravé les négociations.

### Accord de Dix-Hill de 1862
Les camps de prisonniers étaient en grande partie vides à la mi-1862, grâce aux échanges informels. Les deux parties sont convenues de formaliser le système. Les négociations reprirent en juillet 1862, lorsque le major général de l'Union John A. Dix et le major général confédéré Daniel H. Hill se sont vu confier la tâche. L'accord Dix-Hill établit une échelle d'équivalents pour l'échange d'officiers et de soldats. Ainsi, un capitaine de marine ou un colonel de l'armée valait quinze soldats ou matelots ordinaires, tandis que les personnels de rang égal s'échangeaient homme contre homme. Chaque gouvernement nomma un agent pour gérer l'échange et la libération conditionnelle des prisonniers. L'accord a également permis l'échange de non-combattants, tels que des citoyens accusés de « déloyauté », et des employés civils de l'armée, et a permis l'échange informel ou la libération conditionnelle de captifs entre les commandants des forces opposées.
Les autorités devaient libérer (en liberté conditionnelle) tout prisonnier n'ayant pas été formellement échangé dans les dix jours suivant leur capture. Les termes de l'accord interdisaient aux prisonniers libérés en conditionnelle de retourner dans l'armée à quelque titre que ce soit, y compris « l'exercice des fonctions de campagne, de garnison, de police, de garde ou de gendarmerie ».

### Fin des échanges
Le système d'échange s’effondra en 1863 lorsque la Confédération refusa d'appliquer l'accord pour les prisonniers noirs de la même manière que les blancs. Le gouvernement du Sud arguait qu'ils étaient probablement d'anciens esclaves appartenant à leurs maîtres et non à l'armée de l'Union. Le Sud avait beaucoup plus besoin d'échanges que le Nord, en raison de la grave pénurie de main-d'œuvre dans la Confédération.
La bataille de Fort Pillow (1864) provoque un massacre de prisonniers de guerre.
En 1864, Ulysses Grant, notant « l'écart de prisonniers » (les camps de l'Union contenaient bien plus de prisonniers que les camps confédérés), a décidé que l'écart croissant de prisonniers lui donnait un avantage militaire décisif. Il s'opposa donc aux larges échanges jusqu'à ce que la fin de la guerre soit en vue. Environ 5 600 confédérés ont été autorisés à rejoindre l'armée de l'Union. Connues sous le nom de « Galvanized Yankees » (« Yankees galvanisés »), ces troupes étaient stationnées à l'ouest face aux Amérindiens.
Les échanges de prisonniers reprirent au début de l'année 1865, peu avant la fin de la guerre. Les Confédérés renvoyèrent 17 000 prisonniers au Nord tandis qu'ils en reçurent 24 000. Le 23 avril, après la fin de la guerre, Le bateau fluvial Sultana ramenait 1 900 ex-prisonniers au Nord via le fleuve Mississippi lorsqu'il explosa, tuant 1 500 d'entre eux.

## Taux de mortalité
Les taux de mortalité globaux dans les prisons des deux côtés étaient similaires et assez élevés. De nombreuses prisons du Sud étaient situées dans des régions à fort taux de maladie et manquaient régulièrement de médicaments, de médecins, de nourriture et de glace. Les habitants du Nord croyaient souvent que leurs hommes étaient délibérément affaiblis et tués dans les prisons confédérées, et demandaient que les conditions dans les prisons du Nord soient tout aussi dures, même si les pénuries n'étaient pas un problème dans le Nord.
Environ 56 000 soldats périrent dans les prisons pendant la guerre, ce qui représente près de 10 % de toutes les victimes de la guerre. Durant une période de 14 mois au Camp Sumter, près d'Andersonville, en Géorgie, 13 000 (28 %) des 45 000 soldats de l'Union y étant emprisonnés périrent. Au Camp Douglas à Chicago, Illinois, 10 % des prisonniers confédérés moururent au cours d'un mois d'hiver froid et la prison d'Elmira dans l'État de New York, avec un taux de mortalité de 25 %, égalait presque celui d'Andersonville.